# Siria Coele
Siria Coele (griego: Κοίλη Συρία, Koílē Syría) fue una provincia romana que Septimo Severo creó con Siria Fenicia en 198 al dividir la provincia de Siria. Su metrópoli o capital fue Antioquía.

## Historia
Según lo relatado por Theodor Mommsen,
El gobernador de Siria mantuvo intacta la administración civil de toda la gran provincia, y mantuvo durante mucho tiempo, solo en toda Asia, un mando de primer rango. [...] Fue solo en el transcurso del segundo siglo que se produjo una disminución de sus prerrogativas, cuando Adriano tomó una de las cuatro legiones del gobernador de Siria y se la entregó al gobernador de Palestina. Fue Severo quien finalmente retiró el primer lugar en la jerarquía militar romana al gobernador sirio. Después de haber sometido a la provincia, que había querido en ese momento hacer emperador a Níger, como lo había hecho anteriormente con su gobernador Vespasiano en medio de la resistencia de la capital Antioquía en particular, ordenó su partición en una mitad norte y una mitad sur, y dio al gobernador de la primera, que se llamaba Celesiria, dos legiones, al gobernador de la segunda, la provincia de Siria-Fenicia, una [legión]. 
Coele Siria se dividió aún más en Siria Prima y Siria Secunda a finales del siglo IV. 
Es ampliamente aceptado que el término Coele es una transcripción del arameo kul, que significa "todo, el todo", de modo que el término identificaba originalmente a toda Siria. Se cree que la palabra "Coele", que literalmente significa "hueco" en griego koiné , surgió a través de una etimología popular que se refiere al "hueco" valle de Beqaa entre el Monte Líbano y el Anti- Montañas del Líbano